# Dogadi
Dogadi (en népalais : दोगडी) est un comité de développement villageois du Népal situé dans le district de Bajura. Au recensement de 2011, il comptait 3 456 habitants.